# Teresa Bauman
Teresa Bauman z d. Pilch (ur. w 1955 w Cieszanowie, zm. 15 marca 2017) – polska pedagog, doktor habilitowana nauk humanistycznych w zakresie pedagogiki, specjalność: pedagogika, profesor nadzwyczajny Uniwersytetu Gdańskiego.

## Biografia
Córka Stefanii i Kazimierza Pilchów. W roku 1978 ukończyła studia na Wydziale Pedagogiki i Psychologii Uniwersytetu Warszawskiego. W 2003 na Uniwersytecie Gdańskim uzyskała habilitację na podstawie dorobku naukowego i monografii zatytułowanej „Uniwersytet wobec zmian społeczno-kulturowych. Casus Uniwersytetu Gdańskiego”. Była profesorem nadzwyczajnym w Instytucie Pedagogiki na Wydziale Nauk Społecznych Uniwersytetu Gdańskiego, a następnie pracowała w Wyższej Szkole Bankowej w Gdańsku jako dyrektor Instytutu Nauk Humanistycznych i Społecznych.
Była członkinią Komitetu Nauk Pedagogicznych PAN, a także należała do Oddziału Gdańskiego Polskiego Towarzystwa Pedagogicznego.